# Lukas Valenta Rinner

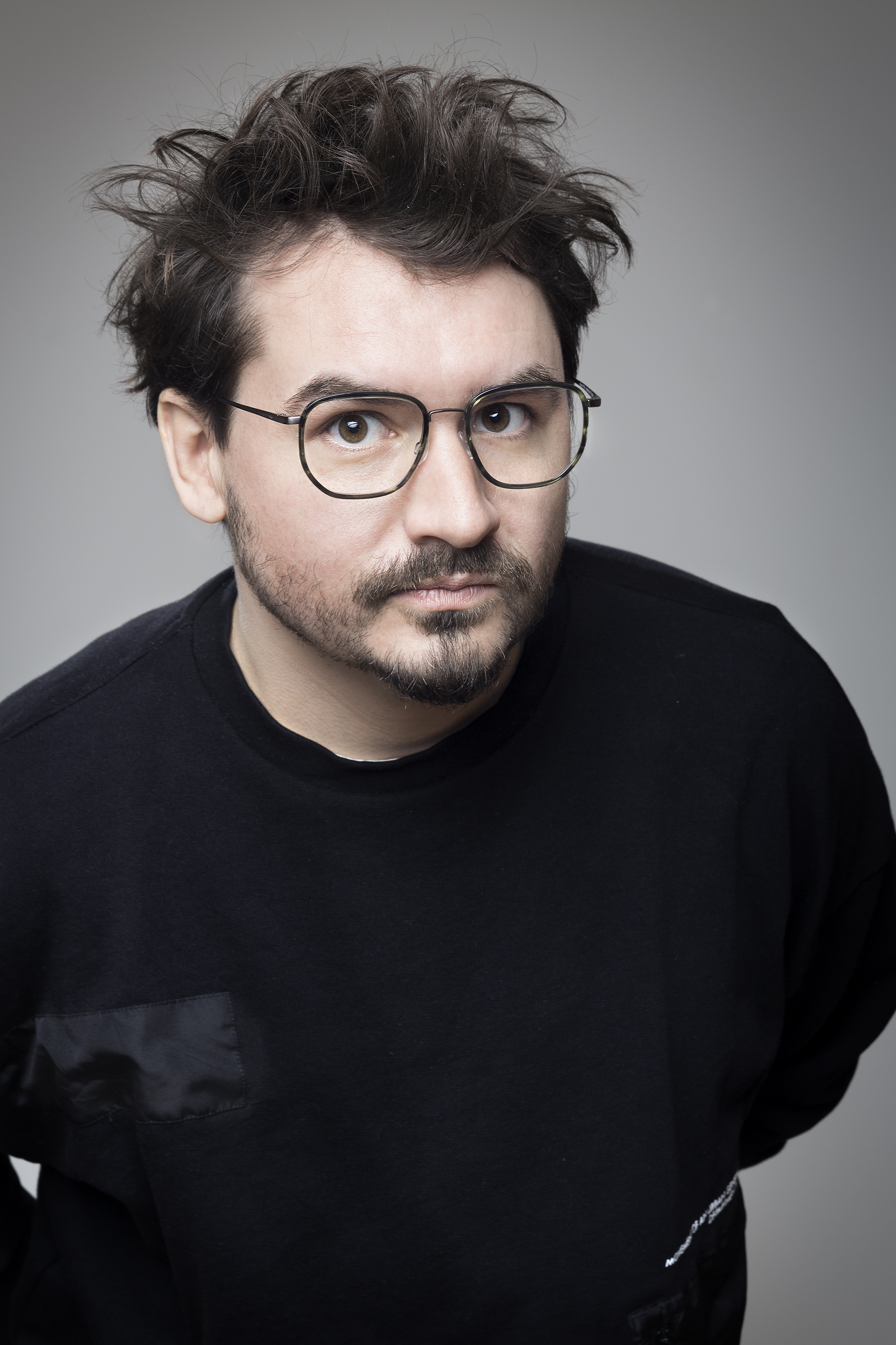

Lukas Valenta Rinner (* 16. Mai 1985 in Salzburg) ist ein österreichischer Filmregisseur und Filmproduzent.

## Leben
Lukas V. Rinner wurde 1985 in Salzburg geboren. Nach Abschluss des Gymnasiums studiert er Filmregie in Barcelona (ECIB – Escuela de Cine de Barcelona) und an der Universidad del Cine in Buenos Aires. 2011 gründet er die Produktionsfirma Nabis Filmgroup, mit Sitz in Buenos Aires und Salzburg, in der er als Produzent für die Entwicklung und Produktion mehrerer Spielfilme verantwortlich ist.

## Werk
Sein erster Kurzfilm „A Letter to Fukuyama“ premiert im Wettbewerb der Diagonale und des BAFICI. 2015 realisiert er seinen ersten Spielfilm, „Parabellum“, der im Wettbewerb des IFFR ROTTERDAM seine Premiere feiert, auf mehr als 40 internationalen Filmfestivals gezeigt wird und mehrere Preise gewinnt (Nachwuchspreis der Diagonale, Spezialpreis der Jury in Jeonjou uvm.).
Als Teil der Initiative Jeonjou Cinemaproject – das Filme mit Regieführenden wie Jia Zhang-ke, Pedro Costa, Bong Joon Ho, Eric Khoo, Claire Denis, Bahman Ghobadi oder Matías Piñeiro hervorgebracht hat – beendet er schon 2016 seinen zweiten Spielfilm Die Liebhaberin, der im April in Südkorea Premiere feiert. Der Film läuft auf zahlreichen internationalen Filmfestivals (Toronto International Film Festival, IFF Rotterdam uvm.) und gewinnt mehrere Preise (darunter den Spezialpreis der Jury in Torino, den Preis für den Besten Spielfilm bei der Diagonale, den Wiener Filmpreis, uvm.). Gaspar Noé sagt zum Film, „Ich habe einen äußerst seltenen Film gesehen: Es ging um eine Sekte von Hippies im Tigre-Delta, und sie verkleideten sich als Tiere. Ich glaube, das ist der Film, der mich in letzter Zeit am meisten überrascht hat.“ La Nacion
Als Gründer der Firma Nabis Filmgroup ist er für die Produktion der Filme „Cocote“ (Locarno Filmfestival, Oscar-Nominierung Dominikanische Republik), „Far From US“ (Berlinale-Forum), „About 12“ (Bafici) oder „One Sister“ (Filmfestival Venedig) verantwortlich.
2024 wurde er Mitglied der European Film Academy.

## Filmographie (Auswahl)
- 2010: Brief an Fukuyama
- 2015: Parabellum
- 2016: Die Liebhaberin
- 2023: Adentro mío estoy bailando (Produzent)